# Герман (обряд)
Ге́рман, Дже́рман — ритуальная кукла и название обряда вызывания дождя (реже исполняется в целях приостановления дождей). Обряд распространен преимущественно в северной Болгарии, в восточной Сербии и в Румынии. Представляет собой символические похороны куклы (реже — животного) по имени Герман или Гёрманчо, Георги, Герман-Гошо, Иван, Иванчо, Кабаиван (Странджа), (С)калоян (Добруджа), Кольо Лападчо (Ямбол). Вариантность наименований обусловлена разной временной приуроченностью обряда, совершавшегося начиная с первой недели Великого поста (р-н Тетевена) вплоть до дня св. Афанасия 5 (18) июля (сев. Добруджа): у бессарабских болгар обряд исполняется 1 мая — в день св. Еремии и кукла именуется Ерменчо, Иримия; если же вызывание дождя приурочено к 9 мая, дню Николы вешнего, используется
имя этого святого — Никола, Кольо.
Герман нередко исполняется вслед за обрядом «пеперуда» (Додола). Участвуют преимущественно женщины, мужчинам доверяется лишь копать могилу и нести гроб к месту захоронения.

## Кукла
Материалом для фигурки служат глина, земля или ил, а также ткань, тряпки, листья, тесто и палец самоубийцы (Бургаско). Если обряд направлен на прекращение дождей, «Герман» изготавливается из метлы, украденной из дома впервые забеременевшей женщины или женщины, состоящей во втором браке. На лице куклы обозначаются глаза (из фасоли) и нос (из перца); руки сложены на груди, как у покойника, или воздеты к небу — в ожидании дождя. Герман может быть обнаженным или иметь какую-нибудь одежду (шапку — из скорлупы первого крашеного пасхального яйца и т. п.). Обязательный элемент куклы — несоразмерно большой фаллос: «Надо, чтобы показывал, откуда появятся тучи: они придут оттуда, куда смотрит его шапка, и будут двигаться туда, куда смотрит его член» (Михайловградско).

## Оплакивание Германа
Тексты варьируются от коротких «Умер мамин Герман, умер мамин красавец, умер от засухи» (Сливенско), иногда в диалогической форме: «Кого оплакиваете? — Оплакиваем Германа, умер Герман от засухи, чтобы пошел дождь» (Болевац), — до более пространных плачей, где описывается его трудовая жизнь (пахаря, пастуха или виноградаря). В плачах Герман предстает мальчиком - сиротой или холостым парнем, в единичных случаях — женатым мужчиной. В случае проливных дождей текст оплакивания изменяется: «Умер Герман от ливней, чтобы наступила засуха».

## Похороны
Основной эпизод обряда — символические похороны. Фигурку кладут на черепицу или в специально сколоченный гроб, убирают цветами, зажигают свечи. Иногда «покойника» оставляют на ночь в доме, где его оплакивают женщины, но, как правило, его хоронят в день изготовления. Похоронная процессия состоит из носильщиков, «попа » в пародийном костюме с кастрюлей на голове вместо камилавки и с лошадиными путами вместо кадила, а также «кумы», «крестной», «матери» и «сестры» Германа, реже — его «вдовы». В некоторых местах над гробом читает священник; под колокольный звон процессия обходит поля и угодья, останавливается у всех источников воды. Прохожие снимают шапки и крестятся. Закапывают Германа преимущественно у водоема (на берегу реки, озера или у колодца), реже — на перекрестке или на кладбище возле могил нечистых покойников. В придунайских р-нах куклу бросают в реку. Если обряд призван остановить ливни, куклу закапывают на сухом месте (Враца). Гроб, прежде чем предать его земле, кадят ладаном, поливают водой и красным вином, чтобы и Герман «пустил воду». Чем сильнее плачут присутствующие на похоронах, тем больше надежд пробудить небесную влагу (поэтому женщины заставляют плакать маленьких детей). После погребения участницы обряда купаются или обливаются водой. Возвращаясь в село, женщины переходят от надрывного плача к смеху: «Досюда плач, отсюда веселье».

## Поминки
Похороны завершаются поминальной трапезой (принос или помана) у могилы Германа, на улице или в доме, где изготавливали куклу. Обед состоит из колива (или кучи) и ритуального хлеба, замешиваемого кормящей женщиной, который носит название за Германова душица (Добруджа), ту рта или блюдо (с.-зап.Болгария), квасник (Странджа). В скоромный день варят кур, закалывают ягненка, купленного в складчину (болгары Молдавии). Снова одна из участниц кадит кадилом, кропит водой и затем разламывает хлеб за помин души Германа. Ритуал завершается общим танцем. Прохожие должны принимать участие в поминальной трапезе, а в случае отказа их обливают водой.

## У гагаузов
Обрядовые действия с Германчу совершались в один день с обрядом “пипируда”. Девочки (8-10 лет) лепили глиняную антропоморфную фигурку
ростом 40-50 см и ставили сушить на солнце. Накануне совершения обряда “пипируда” глиняного человечка одевали в тряпичные одежки, помещали в маленький гробик (коробку), вокруг укладывали цветы, зажигали свечи и всю ночь оплакивали, как настоящего покойника. Верили, чем больше слез, тем обильнее пойдут дожди. Для этого детям мазали глаза перченым перцем. Фигурку украшали шелухой крашеных яиц и закапывали в землю. Каждый день дети поливали могилу. На 40-й день (время от Пасхи до Атанасова дня) каливанчу откапывали, отпевали согласно традициям погребального ритуала и после исполнения обряда “Пипируда” бросали в озеро.